# Vindingevals
Vindingevals är en roman av Artur Lundkvist utgiven 1956.
Romanen utspelar sig i ett litet samhälle i södra Sverige och var inspirerad av Lundkvists egen uppväxtmiljö i norra Skåne. Boken filmatiserades 1968 efter manus av Lars Widding och Åke Falck i regi av Åke Falck.

## Utgåvor
- Lundkvist, Artur (1956). Vindingevals. Stockholm: Tiden. Libris 442297
- Lundkvist, Artur (1957). Vindingevals. Stockholm: Tidens bokklubb. Libris 500849
- Lundkvist, Artur (1968). Vindingevals. Stockholm: Tidens bokklubb. Libris 23666
- Lundkvist, Artur (1986). Vindingevals. Stockholm: Litteraturfrämjandet. Libris 7642072. ISBN 91-7448-355-2